# Charles du Fresne, sieur du Cange

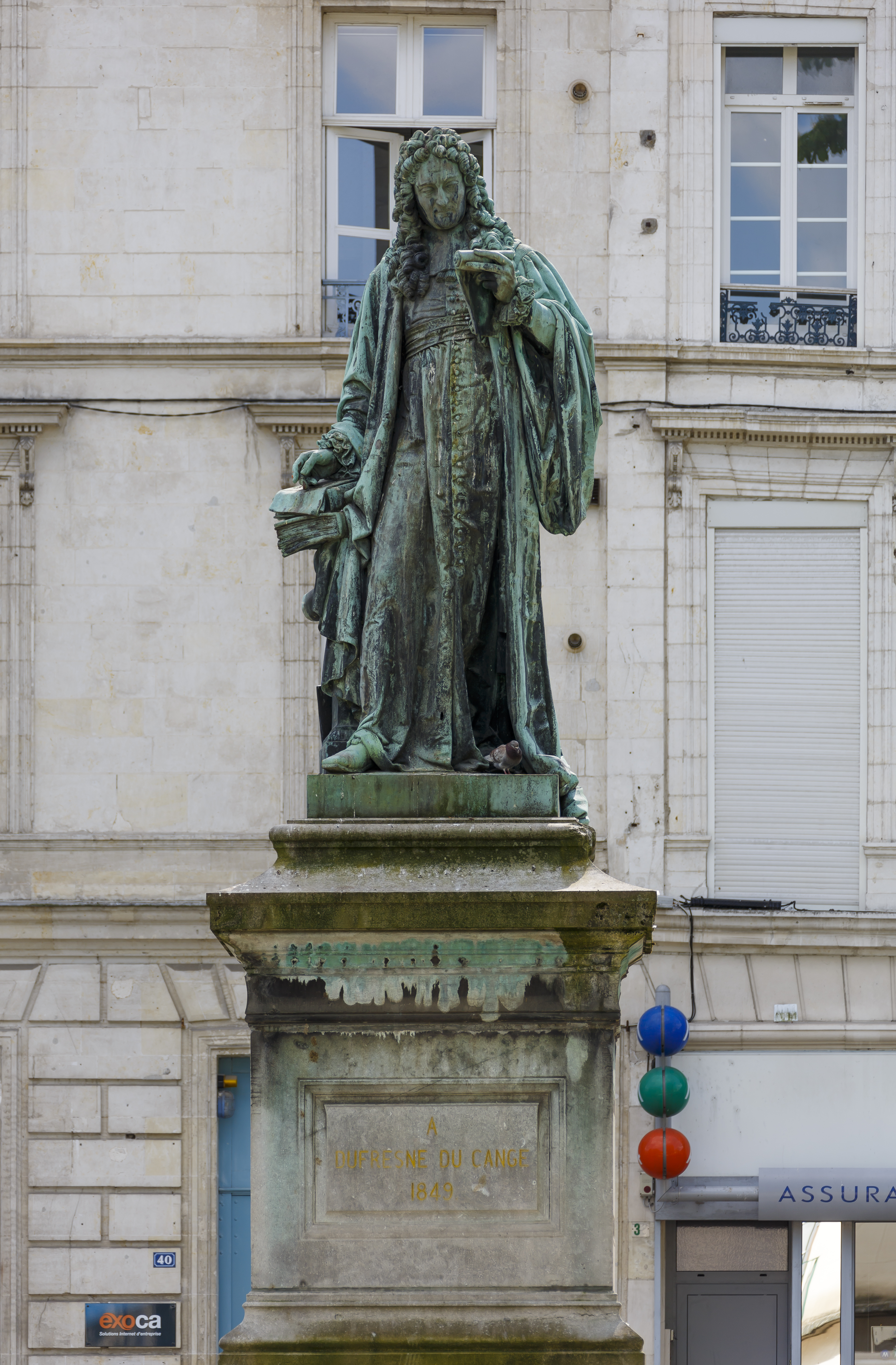
Monumentul lui Dufresne Du Cange în Piața René Goblet din Amiens

Charles du Fresne, sieur du Cange sau Du Cange (n. 18 decembrie 1610, Amiens, Franța – d. 23 octombrie 1688, Paris, Franța) a fost un filolog francez și istoric al Evului Mediu și al Bizanțului.

## Biografie
Educat de iezuiți, du Cange a studiat dreptul și a practicat avocatura timp de mai mulți ani înainte de a fi numit în funcția de trezorier al Franței. Du Cange a fost un om energic și ocupat, care și-a satisfăcut pasiunea științifică pentru istorie în paralel cu îndatoririle sale oficiale și cu treburile sale casnice pe care le avea în calitate de cap al unei familii numeroase.
Cea mai importantă lucrare a lui Du Cange este Glossarium mediae et infimae Latinitatis (Glosarul latinei medievale și târzii, Paris, 1678). Această lucrare, împreună cu un glosar de limbii grecești medievale și târzii pe care l-a publicat zece ani mai târziu, a avut parte de numeroase ediții și revizuiri și este consultată încă frecvent de cercetătorii din prezent. Lucrarea de pionierat a lui Du Cange diferențiază versiunile medievale ale limbilor latină și greacă de formele lor clasice anterioare, marcând începutul studiului dezvoltării istorice a limbilor.
Du Cange a învățat cele două limbi clasice pentru a-și atinge principalele interese științifice: istoria bizantină și medievală. A corespondat mult cu specialiștii vremii sale. Marile sale cunoștințe istorice și lingvistice au fost completate cu o specializare la fel de profundă în arheologie, geografie și drept. Pe lângă cele două glosare, el a îngrijit ediții importante ale scrierilor istoricilor bizantini și a elaborat multe alte lucrări. Istoria sa vastă a Iliriei a fost publicată în 1746 de Joseph Keglevich, care a corectat-o parțial.
Du Cange este unul dintre istoricii pe care Edward Gibbon îl citează cel mai frecvent în Istoria declinului și a prăbușirii Imperiului Roman. Într-o notă de subsol, el îl numește pe du Cange „călăuza noastră sigură și neobosită în evul mediu bizantin”.

## Lucrări
- Du Fresne Du Cange, Charles (1680). Historia Byzantina duplici commentario illustrata (în Latin). Paris: Louis Billaine.
- Du Cange, et al., Glossarium mediae et infimae Latinitatis, Niort: L. Favre, 1883–1887 (10 vol.). searchable full-text online edition, by the École nationale des chartes
- Glossarium mediae et infimae Latinitatis images online on the French National Library's website
- Glossarium mediae et infimae Latinitatis 7-volume (1840-1850) on the Stanford University Library website
- Glossarium ad scriptores mediae et infimae Graecitatis Glossarium ad scriptores mediae et infimae Graecitatis from the Digital Library of Modern Greek Studies „Anemi”, University of Crete, Greece
- Les Familles d'Outremer at the Internet Archive